# Departamento Valcheta
Das Departamento Valcheta liegt im Süden der Provinz Río Negro im Süden Argentiniens und ist eine von 13 Verwaltungseinheiten der Provinz. 
Es grenzt im Norden an das Departamento Avellaneda, im Osten an das Departamento San Antonio, im Süden an die Provinz Chubut und im Westen an das Departamento Nueve de Julio. 
Die Hauptstadt des Departamento Valcheta ist das gleichnamige Valcheta.

## Bevölkerung

### Übersicht
Das Ergebnis der Volkszählung 2022 ist noch nicht bekannt. Bei der Volkszählung 2010 war das Geschlechterverhältnis mit 3.586 männlichen und 3.515 weiblichen Einwohnern recht ausgeglichen mit einem knappen Männerüberhang.
Nach Altersgruppen verteilte sich die Einwohnerschaft auf 1.945 (27,4 %) Personen im Alter von 0 bis 14 Jahren, 4.403 (62,0 %) Personen im Alter von 15 bis 64 Jahren und 753 (10,6 %) Personen von 65 Jahren und mehr.

### Bevölkerungsentwicklung
Das Gebiet ist sehr dünn besiedelt und die Bevölkerungszahl stagnierte lange Zeit. Seit 2001 steigt die Einwohnerzahl rasch an. Die Schätzungen des INDEC gehen von einer Bevölkerungszahl von 8.824 Einwohnern per 1. Juli 2022 aus.
| Jahr | 1947  | 1960  | 1970  | 1980  | 1991  | 2001  | 2010  | 2022    |
| Einwohner                                                                                                | 5.121 | 4.917 | 4.991 | 5.370 | 5.091 | 4.946 | 7.101 | k. Ang. |
| Bevölkerungsentwicklung des Departements seit 1947; Quelle: Ergebnisse der Volkszählungen in Argentinien |       |       |       |       |       |       |       |         |

## Städte und Gemeinden
Einzige Gemeinde des Departamento Valcheta ist das gleichnamige Valcheta. Zudem bestehen folgende Comisiones de Fomento:
- Aguada Cecilio
- Arroyo de La Ventana
- Arroyo Los Berros
- Chipauquil
- Nahuel Niyeu
- Sierra Pailemán

Zusätzlich befindet sich die Kleinsiedlung Paja Alta im Gebiet des Departamento.